# 瀬崎博義
瀬崎 博義（せざき ひろよし、1927年3月28日 - 2000年12月2日）は日本の政治家。衆議院議員（日本共産党公認、5期）などを務めた。元三田木材工業企業組合理事長。

## 来歴
大阪府大阪市出身。東京大学工学部電気工学科を卒業後、旧石部町（現・湖南市）議、瀬崎林業取締役を経て、1972年の衆議院議員選挙（滋賀県全県区）に日本共産党から立候補。定数5のうち4位に滑り込み初当選を果たす。
連続5期務めるが、1986年の衆議院議員選挙にて落選。その後、日本共産党名誉幹部会顧問などを歴任するが、2000年12月2日、滋賀県内の病院で気管支喘息により死去。73歳。
瀬崎の落選以降、共産党は滋賀県全県区から当選者を出していない。